# ويليام جونسون مكدونالد
ويليام جونسون مكدونالد (بالإنجليزية: William Johnson McDonald)‏ هو مصرفي أمريكي، ولد في 21 ديسمبر 1844، وتوفي في 8 فبراير 1926.